# دسته جادویی هیتاچی
دسته جادویی هیتاچی (به انگلیسی: Hitachi Magic Wand) یک دسته لرزان است. این محصول در اصل برای از بین بردن تنش و درد و ایجاد آرامش عضلات ساخته شد، اما به سبب بهره‌گیری از آن به عنوان اسباب‌بازی جنسی شهرت یافت. شرکت ژاپنی هیتاچی این دستگاه را برای عرضه در ایالات متحده در سال ۱۹۶۸ تولید کرد. آموزگار مسائل جنسی، بتی دادسون، بهره‌گیری از این دستگاه را به عنوان گونه‌ای لرزاننده و به جهت کمک به خودارضایی زنان در طی جنبش مثبت‌انگاری سکس در سال‌های آخرین دهه ۱۹۶۰ میلادی رواج داد. دسته جادویی هیتاچی در واقع یک لرزاننده چوچوله است که می‌تواند افراد زیادی را در به ارگاسم رسیدن یاری کند. طول دسته ۱۲ اینچ (۳۰ سانتیمتر) و وزن آن ۱٫۲ پوند (۵۴۰ گرم) که توسط سر لاستیکی به اندازه ۲٫۵ اینچ (۶۴ میلیمتر) در فرد ایجاد تحریک جنسی می‌نماید.

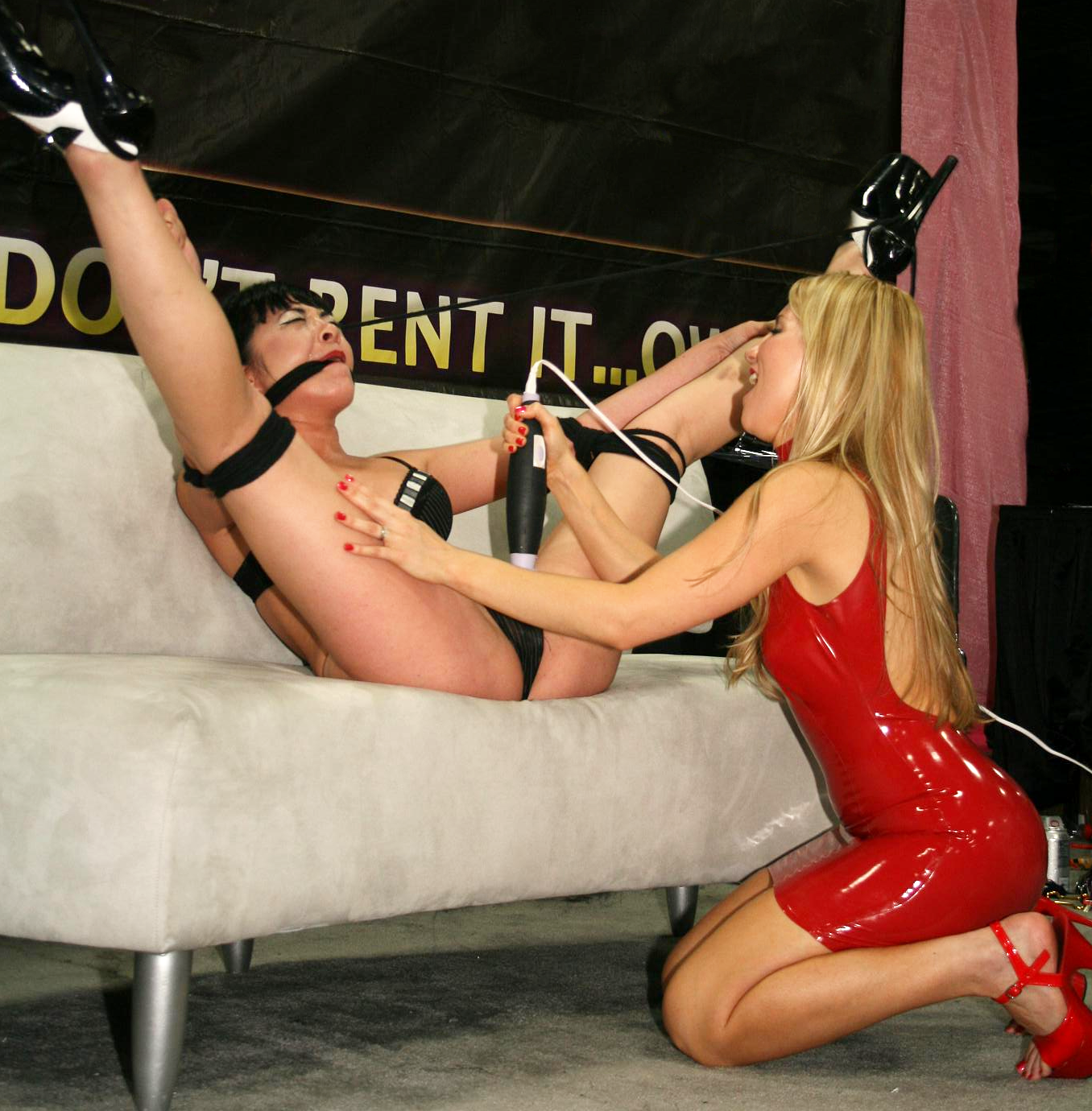
ارگاسم اجباری با دسته هیتاچی

هیتاچی ادعا می‌کند که تنها استفاده در نظر گرفته شده برای مراقبت‌های بهداشتی است، اما مدیر فروش ملی هیتاچی در جایی گفته‌است: «ما به ماساژورها به عنوان وسایل مراقبت شخصی می‌نگریم … افرادی که از این دستگاه بهره می‌گیرند بدون اینکه ما مجبور به گفتن آن باشیم، می‌دانند برای چه کاری از آن استفاده می‌کنند» هیتاچی در سال ۲۰۰۰ با توزیع کننده آمریکایی خود درگیری داشت و مدت کوتاهی فروش دستگاه را متوقف کرد تا اینکه با یک توزیع کننده دیگر به نام ویبراتکس به توافق جدید دست یافت. فروش این دسته جادویی پس از نمایش در یک قسمت از سریال سکس و شهر در سال ۲۰۰۲ به شدت بالا رفت. هیتاچی به دلیل نگرانی در مورد تداعی نام شرکت با یک اسباب بازی جنسی، تولید این دستگاه را در سال ۲۰۱۳ متوقف کرد. ویبراتکس با حذف نام هیتاچی، شرکت را متقاعد کرد که تولید آن را با نام «دسته جادوی اصلی» ادامه دهد. در سال ۲۰۱۴، این شرکت با این نام توانست دوباره این محصول را عرضه کند.
دانشگاهیان در مورد کاربرد آن برای درمان اختلال تحریک جنسی زنان و آنورگاسمی مزمن تحقیق کرده‌اند. آنورگاسمی گونه‌ای ناکارامدی جنسی است که در آن فرد نمی‌تواند به ارگاسم برسد.  مجله مشاوره و روان‌شناسی بالینی یک مطالعه در سال ۱۹۷۹ را منتشر کرد که نشان می‌داد درمان خود به خودی و استفاده از دسته جادویی، بهترین روش برای رسیدن به ارگاسم است. طبق مطلبی در سال ۲۰۰۸ توسط  مجله جهان علمی، بیش از ۹۳٪ از گروه ۵۰۰ زن با آنورگاسمی مزمن توانستند با استفاده از دسته جادویی و روش بتی دادسون به ارگاسم برسند. این دستگاه در مطالعات بسیاری از جمله مقالات منتشر شده در مجله آنلاین پوست،  مجله فیزیولوژی کاربردی،  پژوهش‌های آزمایشگاهی مغز، نامه‌های علوم اعصاب و مجله پرستاری زایمان و نوزاد مورد توجه قرار گرفت.
از دسته جادویی هیتاچی به عنوان کادیلاک لرزاننده‌ها، رولزرویس لرزاننده‌ها و مادر همه لرزاننده‌ها یاد می‌شود. برخی مشاوران همچون بتینا آرندت، لورا برمن، گلوریا بریم و روت وستهایمر این دستگاه را به زنان توصیه کردند و مجله کاسموپولیتن گزارش داد دسته جادویی هیتاچی، لرزاننده‌ایست که اغلب توسط درمانگران جنسی پیشنهاد می‌شود. خوانندگان  مجله موبایل در سال ۲۰۰۵ به دسته جادویی هیتاچی را به عنوان «شماره ۱ بزرگ‌ترین ابزار در همه زمانها» گزینش کردند. فیلم هیستری تانیا وکسلر هنگام نمایش تکامل لرزاننده‌ها این دسته جادویی را به نمایش درآورد. انگجت، دسته جادویی را «شناخته شده‌ترین اسباب بازی جنسی روی زمین» خواند.

### جوایز
| سال  | جایزه                              | محصول                        | سازمان            | نتیجه | منابع                |
| ---- | ---------------------------------- | ---------------------------- | ----------------- | ----- | -------------------- |
| ۲۰۰۵ | شماره ۱ بهترین ابزارک تمام دوران‌ها | دسته جادویی هیتاچی           | مجله موبایل       | برنده | [ ۱۹ ]               |
| ۲۰۰۶ | بهترین لرزاننده                    | دسته جادویی هیتاچی           | به سادگی آب خوردن | برنده | [ ۲۱ ]               |
| ۲۰۱۳ | اسباب‌بازی جنسی مورد علاقه زنان     | دسته جادویی اصلی از ویبراتکس | جوایز جنسی        | برنده | [ ۲۲ ] [ ۲۳ ] [ ۲۴ ] |

## برای مطالعهٔ بیشتر
- McMullen, S; RC Rosen (October 1979). "Self-administered masturbation training in the treatment of primary orgasmic dysfunction". Journal of Consulting and Clinical Psychology. 47 (5): 912–918. doi:10.1037/0022-006x.47.5.912. PMID 574521.
- Prause, Nicole; Roberts, Verena; Legarretta, Margaret; Rigney Cox, Liva M. (February 2012). "Clinical and research concerns with vibratory stimulation: a review and pilot study of common stimulation devices". Sexual and Relationship Therapy. 27 (1): 17–34. doi:10.1080/14681994.2012.660141. ISSN 1468-1994. OCLC 45007351 – via EBSCO Information Services.
- Struck, Pia; Søren Ventegodt (2008). "Research Article: Clinical Holistic Medicine: Teaching Orgasm for Females with Chronic Anorgasmia using the Betty Dodson Method". The Scientific World Journal. 8: 883–895. doi:10.1100/tsw.2008.116. PMC 5848654. PMID 18836654.
- Stuart, Laura Anne (19 April 2013). "The Rebirth of the Magic Wand". Express Milwaukee. Archived from the original on 23 April 2013. Retrieved 6 May 2013.
- Trout, Christopher (28 August 2014). "The 46-year-old sex toy Hitachi won't talk about". Engadget. Archived from the original on 27 August 2014. Retrieved 30 August 2014.